# 阿基勞斯 (卡帕多細亞)
阿基勞斯 (羅馬化：Arkhélaos)（？—17年）卡帕多細亞的末代國王（前36年—14年在位）。羅馬共和國和羅馬帝國初期的屬國卡帕多細亞國王，父親是卡帕多細亞的祭司，母親是馬克·安東尼的情婦，阿基勞斯的王位是由馬克·安東尼授予的。西元前31年，安東尼在亞克興角戰役被擊敗後，他與屋大維締結合約，保住自己的王位。西元前20年，羅馬皇帝屋大維擴大卡帕多細亞王國，把一部分奇里乞亞和少部分亞美尼亞交給阿基勞斯統治。之後，他與本都女王皮托多里斯聯姻，間接控制本都王國大部。阿基勞斯相當不受他的臣民愛載，西元14年，羅馬皇帝提庇留繼位，阿基勞斯被招到羅馬，他在元老院受到指控，隨即被廢，幽禁在羅馬後不久去世，此後卡帕多細亞被併入羅馬帝國，成為羅馬一個省。
| 前任： 阿里阿拉特十世 | 卡帕多細亞國王 | 繼任： 羅馬帝國 卡帕多細亞王國滅亡 |